# Novigradsko More
Novigradsko More är en sjö i Kroatien.   Den ligger i länet Zadars län, i den södra delen av landet, 180 km söder om huvudstaden Zagreb.